# Département de la Santé (Irlande du Nord)
Pour les articles homonymes, voir Département de la Santé.
Le département de la Santé (en anglais : Department of Health) est le département ministériel dévolu d'Irlande du Nord chargé de la santé publique.
Le poste est occupé par Mike Nesbitt depuis le 28 mai 2024.

## Fonctions

### Missions
Le département est responsable : 
- de la politique et la législation concernant les hôpitaux, les médecins généralistes, les services sanitaires géographiques et les services sociaux à la personne ;
- la politique, la législation et l'action administrative pour promouvoir et protéger la santé et le bien-être de la population ;
- la politique et la législation concernant les services de lutte contre l'incendie et de secours.

Le Parlement du Royaume-Uni n'a pas transféré les compétences (reserved matters) dans les domaines sensibles de :
- la xénogreffe ;
- la gestation pour autrui ;
- la fécondation et l'embryologie humaines ;
- la génétique humaine.

En Irlande du Nord, la législation concernant l'interruption volontaire de grossesse (IVG) relève de la loi pénale et est dévolue.

### Organismes
Dans l'exercice de ses missions, le département dispose du service public Santé et Sécurité sociale en Irlande du Nord (HSC), l'agence centrale des services (CSA), l'agence de promotion de la santé (HPA), le service des ambulances nord-irlandais (NIAS), et le service de transfusion sanguine nord-irlandais (NIBTS).

## Histoire
À la suite du référendum du 23 mai 1998 sur l'accord du Vendredi saint, et la sanction royale de la loi sur l'Irlande du Nord de 1998 le 19 novembre suivant, une Assemblée et un Exécutif sont établis par le gouvernement travailliste du Premier ministre Tony Blair. Ce processus, connu sous le nom de « dévolution », poursuit le but de donner à l'Irlande du Nord son propre pouvoir législatif.
En décembre 1999, sur la base de la loi sur l'Irlande du Nord, le décret sur les départements d'Irlande du Nord institue le « département de la Santé, des Services sociaux et de la Sécurité publique » (en anglais : Department of Health, Social Services and Public Safety).
Entre le 12 février et le 30 mai 2000, puis du 15 octobre 2002 au 8 mai 2007, la dévolution est suspendue et le département passe sous administration directe d'un ministre du bureau pour l'Irlande du Nord, qui constitue l'un des départements ministériels du Royaume-Uni.
Par la « loi sur départements d'Irlande du Nord de 2016 », le ministère est rebaptisé « département de la Santé ».

## Titulaires
| Nom                                          | Nom               | Dates             | Dates             | Parti |
| -------------------------------------------- | ----------------- | ----------------- | ----------------- | ----- |
|                                              | Bairbre de Brún   | 2 décembre 1999   | 11 février 2000   | SF    |
| Suspension des institutions nord-irlandaises |                   |                   |                   |       |
|                                              | Bairbre de Brún   | 30 mai 2000       | 14 octobre 2002   | SF    |
| Suspension des institutions nord-irlandaises |                   |                   |                   |       |
|                                              | Michael McGimpsey | 8 mai 2007        | 16 mai 2011       | UUP   |
|                                              | Edwin Poots       | 16 mai 2011       | 23 septembre 2014 | DUP   |
|                                              | Jim Wells         | 23 septembre 2014 | 11 mai 2015       | DUP   |
|                                              | Simon Hamilton    | 11 mai 2015       | 25 mai 2016       | DUP   |
|                                              | Michelle O'Neill  | 25 mai 2016       | 2 mars 2017       | SF    |
| Suspension des institutions nord-irlandaises |                   |                   |                   |       |
|                                              | Robin Swann       | 11 janvier 2020   | 27 octobre 2022   | UUP   |
| Suspension des institutions nord-irlandaises |                   |                   |                   |       |
|                                              | Robin Swann       | 3 février 2024    | 28 mai 2024       | UUP   |
|                                              | Mike Nesbitt      | 28 mai 2024       | en fonction       | UUP   |